# Tore Down
Tore Down es un álbum de estudio del músico estadounidense Porter Wagoner, publicado en abril de 1974 a través de RCA Records.

## Grabación y contenido
Producido por Bob Ferguson, el álbum se grabó en los estudios Nashville Sound, en Nashville, Tennessee, por el ingeniero de audio Tom Pick. El álbum contenía un total de 10 canciones. Siete de las canciones de Tore Down fueron escritas por el propio Wagoner, y «The Finish Line» fue compuesta junto con el ingeniero Pick. Dolly Parton, colaboradora frecuente de Wagoner, escribió dos canciones en el álbum. El grupo vocal estadounidense The Nashville Edition apareció como vocalista invitado en «The Finish Line», «Cassie», «Old Black Kettle» y «George Leroy Chickashea».

## Lista de canciones
Todas las canciones escritas y compuestas por Porter Wagoner, excepto donde esta anotado. 
| Lado uno |                   |                  |          |  |
| N.º      | Título            | Escritor(es)     | Duración |  |
| 1.       | «Tore Down»       |                  | 2:15     |  |
| 2.       | «The Finish Lind» | Wagoner Tom Pick | 2:40     |  |
| 3.       | «Nothing Between» |                  | 2:35     |  |
| 4.       | «Cassie»          | Dolly Parton     | 3:16     |  |
| 5.       | «Graduation Day»  |                  | 2:54     |  |

| Lado dos |                           |              |          |  |
| N.º      | Título                    | Escritor(es) | Duración |  |
| 1.       | «Old Black Kettle»        | Parton       | 2:18     |  |
| 2.       | «George Leroy Chickashea» |              | 2:54     |  |
| 3.       | «Somewhere in the Night»  |              | 2:05     |  |
| 4.       | «I See Love»              |              | 2:00     |  |
| 5.       | «Happy Faces»             |              | 1:56     |  |

## Créditos y personal
Créditos adaptados desde las notas de álbum de Tore Down.
Músicos
- Porter Wagoner – voces, guitarra
- The Nashville Edition – coros en «The Finish Line», «Cassie», «Old Black Kettle» y «George Leroy Chickashea»

Personal técnico
- Bob Ferguson – productor
- Tom Pick – ingeniero de audio
- Roy Shockley – técnico de estudio
- Randy Kling – masterización
- Les Leverett – fotografía

## Posicionamiento
| Gráfica (1974)                                    | Pico de posición |
| ------------------------------------------------- | ---------------- |
| Estados Unidos (Billboard Hot Country LP's)       | 28               |
| Estados Unidos (Cash Box Top Country LP's)        | 17               |
| Estados Unidos (Record World Country Album Chart) | 25               |